# Karl Petermann (Ingenieur)
Karl Paul Hermann Petermann (* 26. Juni 1929 in Chemnitz; † 22. Februar 1983 in Dresden) war ein deutscher Ingenieur und Wirtschaftsmanager.

## Leben
Petermann ging zunächst in Oberfrohna, dann in Claußnitz und Chemnitz zur Schule. Er begann eine Lehre zum Klempner, arbeitete in Ziegeleien und begann 1947 ein Studium mit Abschlussziel Ingenieur für Baukeramik. Bis 1950 weilte Petermann an der Ingenieurschule Zwickau und von 1951 bis 1956 an der Bergakademie Freiberg, wo er Silikathüttenkunde studierte. 1959 schloss Petermann an der Hochschule für Bauwesen Weimar eine Doktorarbeit im Fach Ingenieurwissenschaft ab.
Er war erster Direktor des 1960 gegründeten Wissenschaftlich-Technischen Zentrums der feinkeramischen Industrie der DDR in Meißen. Petermann trat im September 1967 eine Professur am Lehrstuhl für Keramik der Hochschule für Architektur und Bauwesen Weimar an. Anfang September 1969 übernahm er als Direktor die Leitung des VEB Staatliche Porzellan-Manufaktur Meißen. Unter Petermann wurde der Betrieb deutlich erweitert, des Weiteren wurden wichtige technische Erneuerungen eingeführt und erstmals Herdwagenöfen eingesetzt, die mit Gas befeuert wurden. Gegenüber der Zeitschrift Der Spiegel äußerte Petermann im Dezember 1978, dem Betrieb gehe es unter seiner Leitung nicht um wirtschaftliche Gewinne, sondern insbesondere „um die Wahrung des kulturellen Erbes“. Gleichzeitig erwirtschaftete der Betrieb unter Petermann durch Verkäufe in die Bundesrepublik Deutschland große Mengen an Devisen.
Ihm wurde der Titel „Verdienter Techniker des Volkes“ verliehen, Petermann blieb zu seinem Tod in Folge eines Unfalls Direktor der Meißener Porzellan-Manufaktur.